# 南多夫施駅
南多夫施駅（みなみたぶせえき）は、かつて鹿児島県日置郡金峰町大字尾下（現・南さつま市金峰町尾下）にあった鹿児島交通枕崎線（南薩鉄道）の駅（廃駅）である。

## 歴史
- 1914年（大正3年）5月10日：南薩鉄道による伊作 - 加世田間開業と共に開業。
- 1964年（昭和39年）9月1日：会社合併により、鹿児島交通枕崎線の駅となる。
- 1969年（昭和44年）8月1日：無人駅化。
- 1984年（昭和59年）3月17日：同線廃線と共に廃止。

## 駅構造
開業時から相対式ホーム2面2線であり、交換可能駅だった。

## 廃止後の現状
線路跡は農道になっている。駅跡はホームの半分が残っている。一部は住宅地に転用されており、鉄道時代からの農業倉庫が残っている。

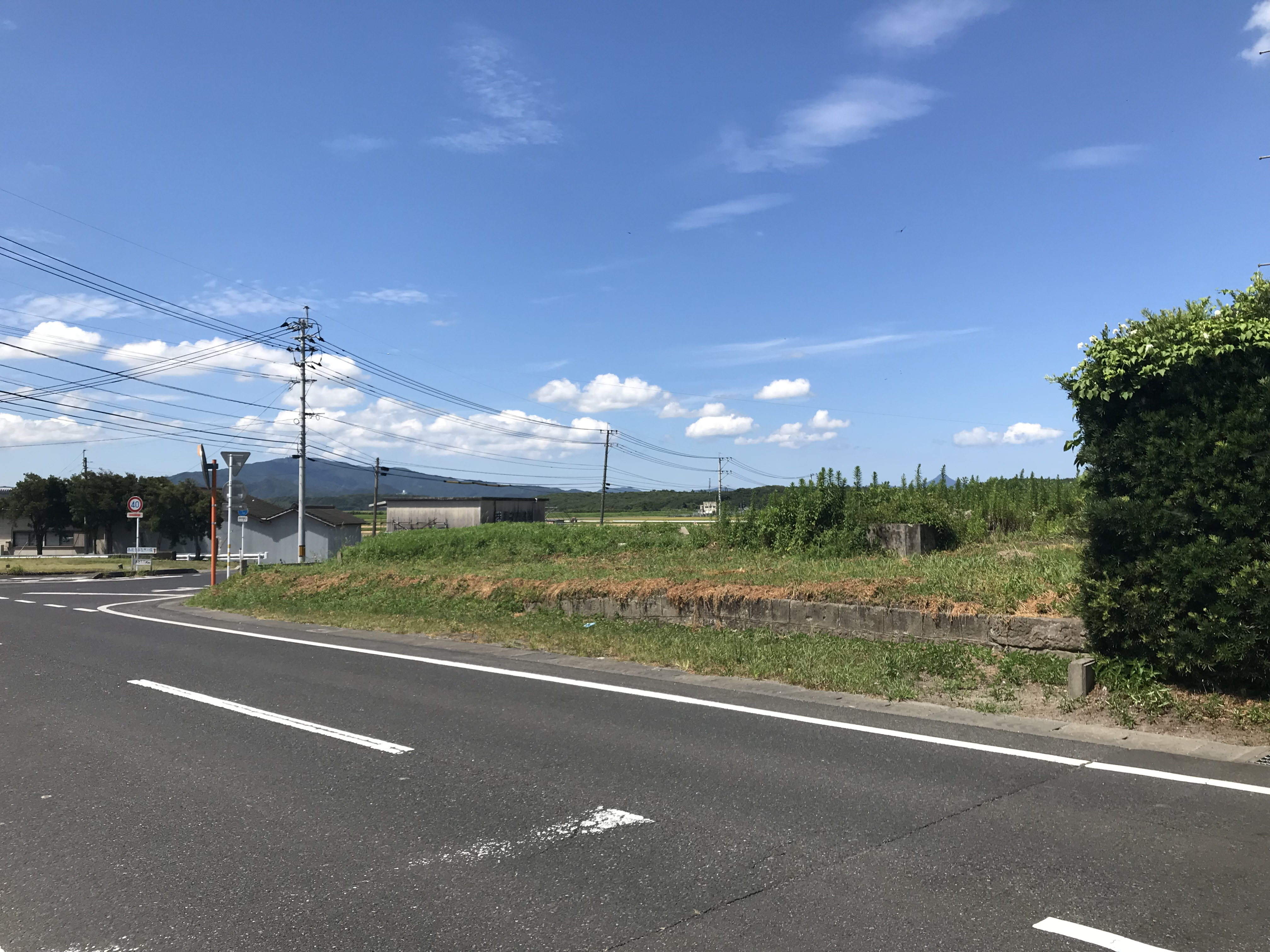
南多夫施駅貨物ホーム跡

## 隣の駅
鹿児島交通（南薩鉄道）
枕崎線
北多夫施駅 - 南多夫施駅 - 阿多駅